# متحف بنك منديري
متحف بنك منديري (بالإندونيسية: Museum Bank Mandiri) هو متحف شركات لبنك مانديري الذي يحمل الاسم نفسه، ويقع في المنطقة المصرفية القديمة في جاكرتا المدينة القديمة وبالتحديد في شمال جاكرتا إندونيسيا. يقع المتحف في المقر السابق لجمعية التجارة الهولندية، أحد الأسلاف الرئيسيين لبنك ايه بي ان امرو. المتحف مغلق أيام الاثنين والعطلات الرسمية. يقع بجوار متحف بنك إندونيسيا.

## التاريخ

### المبنى
يقع المبنى على مساحة 10.039 متر مربع. كانت هذه الأرض مملوكة سابقًا لشركة كارل شليبر، التي شيدت مبنى مكاتب كبيرًا ومستودعًا. في عام 1913 تم شراء الأرض من قبل فاكتوريجي. في منتصف ليلة 17 ديسمبر 1920 اشتعلت النيران في مبنى شليبر. دمر المبنى المتضرر لاحقًا لإفساح المجال لمبنى جديد سيصبح الجمعية التجارية الهولندية والمعروفة أيضًا باسم فاكتوريجي.
تم تصميم المبنى الجديد من قبل مجموعة من المهنسين الهولنديين. بدأ البناء في عام 1929 وافتتح في 14 يناير 1933 بواسطة كاريل فان أليست الرئيس العاشر لـ الجمعية التجارية الهولندية. يتبع العمارة فلسفة الهولندي نيوي زكيليخيد، وهو فرع من العمارة الحديثة بالقرب من آرت ديكو.
تم تأميم بنك فاكتوريجي المربح للغاية في نوفمبر 1960، بعد أن حاول المساهمون والإدارة إبقائه تحت السيطرة الهولندية في الخمسينيات. في ديسمبر 1960 أصبحت ملكًا لإدارة التصدير والاستيراد لبنك كوبراسي تاني ونيلايان. أصبح هذا هو بنك استيراد وتصدير إندونيسيا (أو بنك إكسيم) في 31 ديسمبر 1968 حتى الدمج القانوني لبنك إكسيم وبنك داغانغ نيغارا وبنك بومي دايا وبنك بيمبانغونان إندونيسيا ليصبح بنك مانديري في عام 1999.

### المتحف
أسس بنك مانديري المتحف في 2 أكتوبر 1998. تتكون مجموعته من عناصر مختلفة تتعلق بالنشاط المصرفي وتطورها في «تيمبو دويلو» (في إندونيسيا بمعنى: «الأيام الخوالي»). وتتراوح مجموعتها من مستلزمات التشغيل المملوكة للبنك الاستعماري، والأوراق المالية، والعملات القديمة، وصندوق الإيداع الآمن الهولندي القديم، وغيرها الكثير. بالإضافة إلى الديكور الداخلي للمبنى والحلي والأثاث القديم كما كان خلال الحقبة الاستعمارية.

## المجموعات
يستضيف المتحف مجموعة من العناصر المتعلقة بالأنشطة المصرفية الاستعمارية، مثل المستندات الأمنية، والمسكوكات (مجموعات العملات)، وعدادات نقدية، وخزائن من الحقبة الاستعمارية. تعرض المجموعة في المعروضات التي تحاكي جو الأيام الخوالي للبنك.